# 蝙蝠翼珊瑚樹

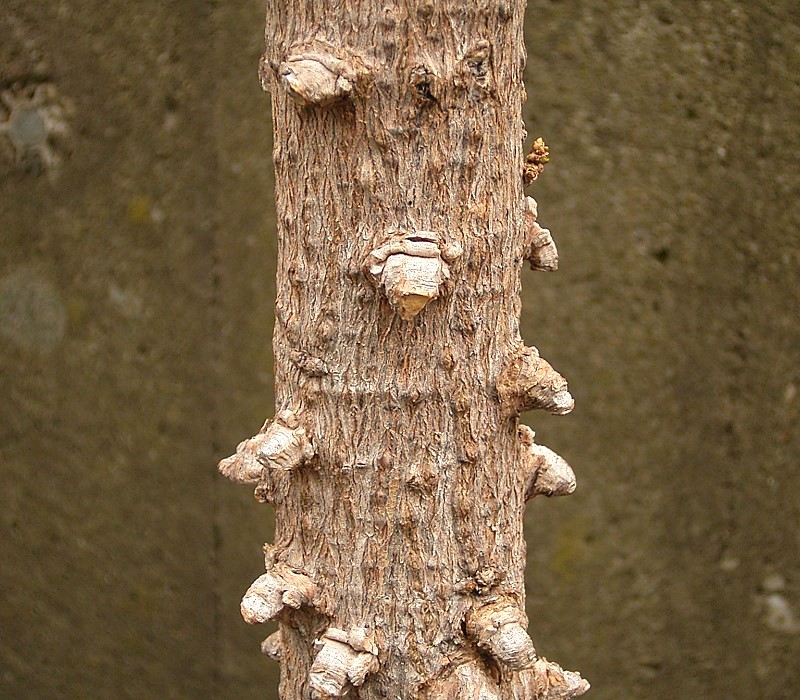
E. vespertilio樹皮

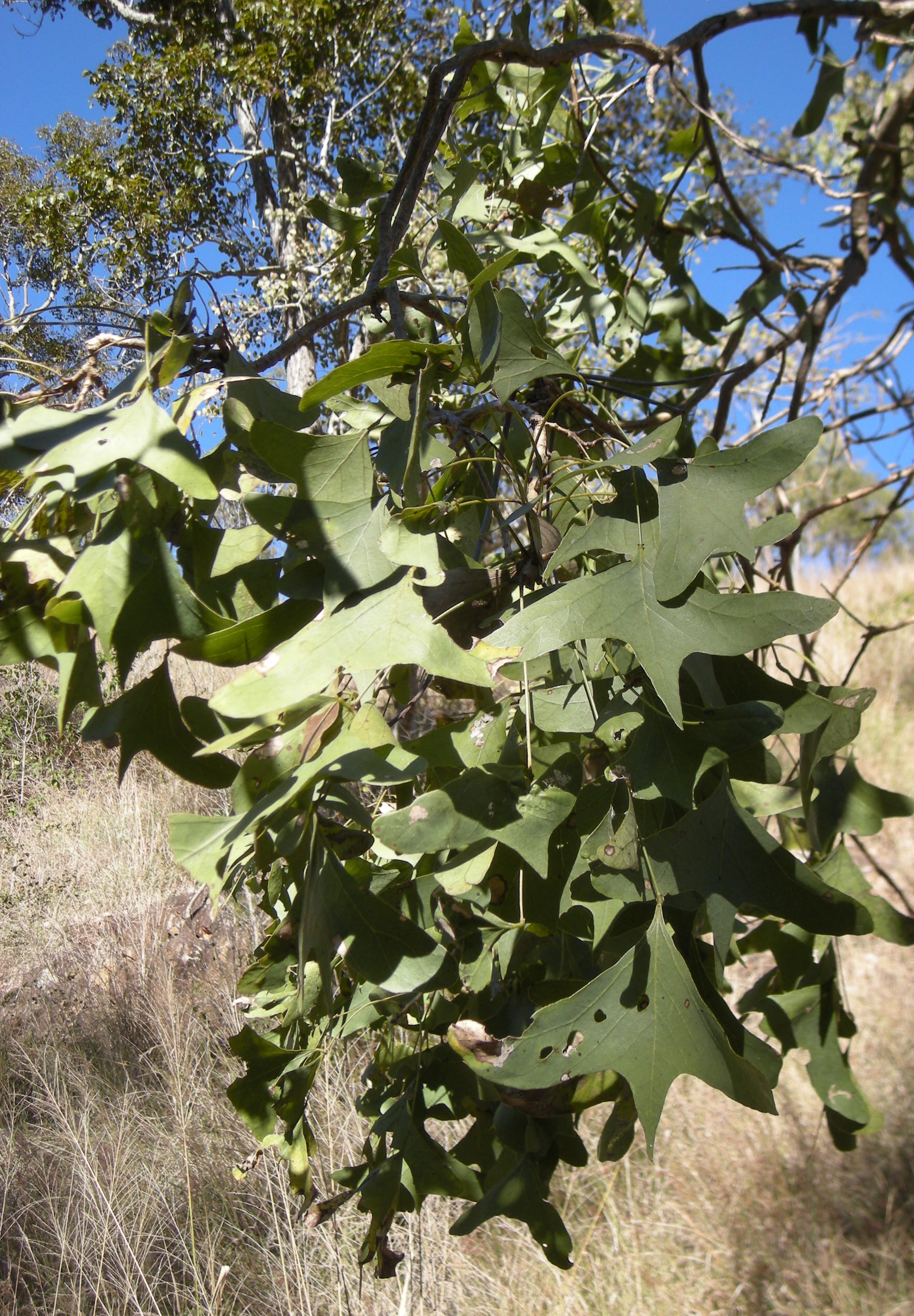
E. vespertilio葉片

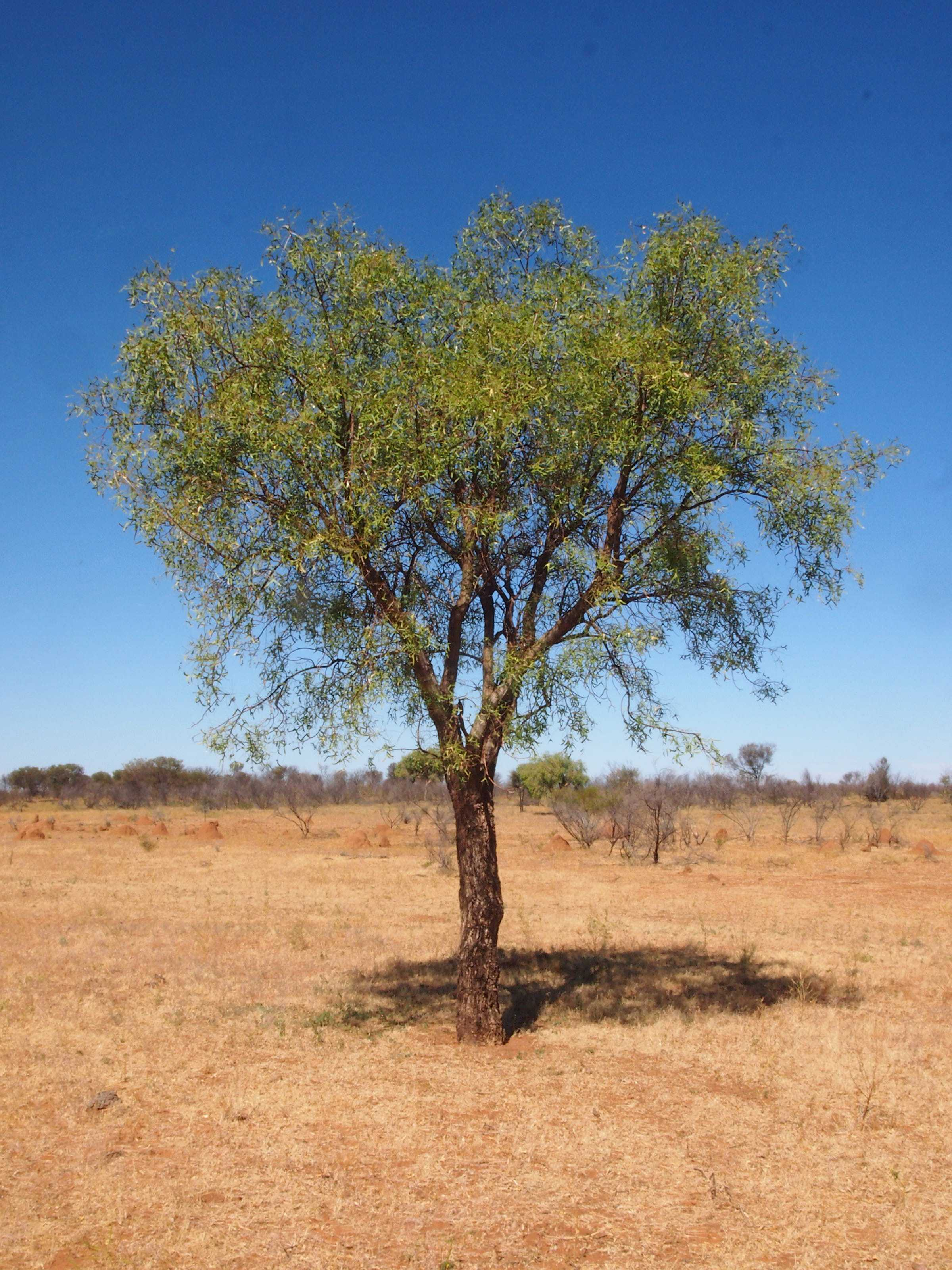
Erythrina vespertilio植株形態

蝙蝠翼珊瑚樹（學名：Erythrina vespertilio）是原產於澳洲北部及東北部的樹種，常見俗名包括灰軟木、蝙蝠翼珊瑚樹、尤爾巴，以及較模糊的「豆樹」。在西部沙漠語言中稱為「因提尼」（ininti），在阿倫特語和安馬特耶爾語中稱為atywerety。  

## 形態特徵
這種小型喬木生長形態散亂，通常高6至10公尺。樹幹直徑約30公分，枝幹具刺，樹皮深裂呈軟木質，顏色為乳灰色。  
葉片為二出或三出複葉，長10至15公分。小葉呈寬楔形具三裂，形似蝙蝠展翅，長7至12公分，寬5至12公分，乾季時落葉。  
花期為8月至9月，總狀花序頂生，長5至25公分，著生猩紅至橘紅色豆科花朵，花冠長3至4公分。花萼長1.5至2.5公分，花瓣約3公分，通常具十枚雄蕊，花期時植株多呈無葉狀態。  
種子形似豆莢，呈橙至深黃色，長約1.2公分，莢果長6至12公分，寬1.5至1.8公分。  

## 分布
本種分布於除維多利亞州外的澳洲大陸各州，主要生長於開闊林地，亦可見於乾旱地區與雨林邊緣。分布範圍包括西澳州金伯利、皮爾巴拉與北部戈爾德菲爾德-埃斯佩蘭斯地區，北領地與昆士蘭州大部，南澳州北部及新南威爾斯州東北部，海拔分布從海平面至800公尺。適應多種土壤類型，需排水良好與全日照環境。  

## 分類學
本種由植物學家喬治·邊沁於1848年根據托馬斯·米切爾的著作《熱帶澳洲內陸探險日誌》首次正式描述。  
現有兩個異名Corallodendron vespertilio與Erythrina biloba，且本學名常被誤用於Erythrina numerosa。  
已知兩個亞種：  
- Erythrina vespertilio subsp. biloba[7] F.Muell. & A.R.Bean
- Erythrina vespertilio subsp. vespertilio

## 用途
澳洲中部原住民傳統上廣泛使用其木材製作投矛器與樹皮船。瓦爾皮里人、安馬特耶爾人、阿倫特人與阿利亞瓦爾人以其木材製作戰鬥或儀式用盾牌，這些盾牌也可用於鑽木取火。  
樹皮被認為具有傳統藥用價值。果實含生物鹼，莖部含異黃酮。其中成分黃酮類化合物「菜豆素」在體外實驗中顯示對前列腺癌細胞株具細胞毒性。  
種子常用於製作裝飾品。  